# 飛騨高山文化芸術祭
飛騨高山文化芸術祭（ひだたかやまぶんかげいじゅつさい）は、3年に一度、岐阜県高山市全域で通年開催される文化芸術祭。愛称は互いの心が響きあう「こだま」と「トリエンナーレ」をかけた「こだま〜れ」。第1回は2013年（平成25年）4月 - 2014年（平成26年）3月。

## 引用
1. ↑  “「こだま～れ」に決定　飛騨高山文化芸術祭の愛称　”. 47NEWS. (2013年1月10日) 2013年8月16日閲覧。